# Incident de Mayerling

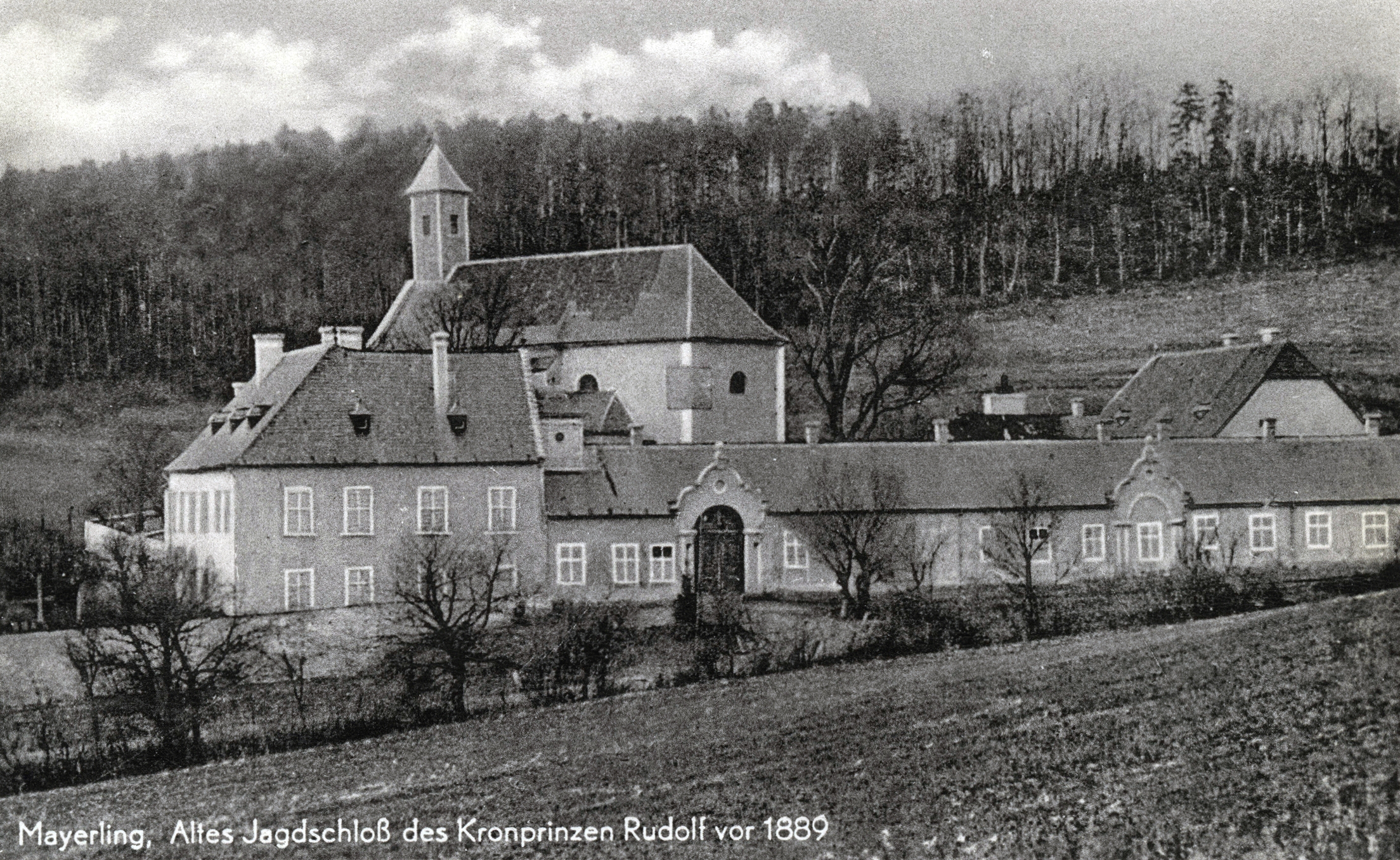
Fotografia del pavelló imperial de caça de Mayerling, 1889 (el peu d'imatge diu: "Mayerling, Altes Jagdschloß des Kronprinzen Rudolf vor 1889", en català: Mayerling, l'antic pavelló de caça del príncep Rodolf abans de 1889).

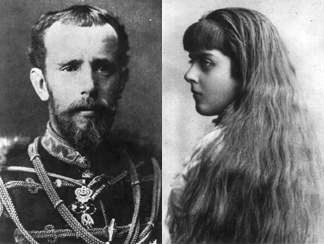
Fotografies del príncelp Rodolf i la baronessa Mary Vetsera

L'Incident de Mayerling és la sèrie d'esdeveniments que van desembocar en l'aparent assassinat-suïcidi del príncep Rodolf d'Àustria (21 d'agost de 1858;– 30 de gener de 1889) i la seva amant, la baronessa Mary Vetsera (19 de març de 1871 ;– 30 de gener de 1889). Rodolf era l'únic fill de l'Emperador Francesc Josep I d'Àustria i l'Emperadriu Elisabet, i l'hereu del tron de l'Imperi Austrohongarès. L'amant de Rodolf era filla del baró Albin Vetsera, un diplomàtic a la cort austríaca. Els cossos de l'arxiduc i la baronessa es van trobar al pavelló de caça imperial de Mayerling als boscos de Viena, a 25 quilòmetres de la capital, el matí del 30 de gener de 1889.
La mort del príncep va tenir conseqüències transcendentals per al curs de la història. Va tenir un efecte devastador sobre el ja tocat matrimoni de la parella imperial i va interrompre la seguretat de la línia immediata de successió dinàstica dels Habsburg. Com que Rodolf no tenia fills, la successió havia de passar al germà de Francesc Josep, l'arxiduc Carles Lluís i el seu descendent, l'arxiduc Francesc Ferran. Aquesta desestabilització posava en perill la reconciliació creixent entre les faccions austríaca i hongaresa de l'Imperi, cosa que va catalitzar els esdeveniments que van culminar en l'assassinat de l'arxiduc i la seva dona Sofia per Gavrilo Princip, un nacionalista iugoslau d'ètnia sèrbia a Sarajevo el juny de 1914 i la conseqüent deriva cap a la Primera Guerra Mundial.

## Incident

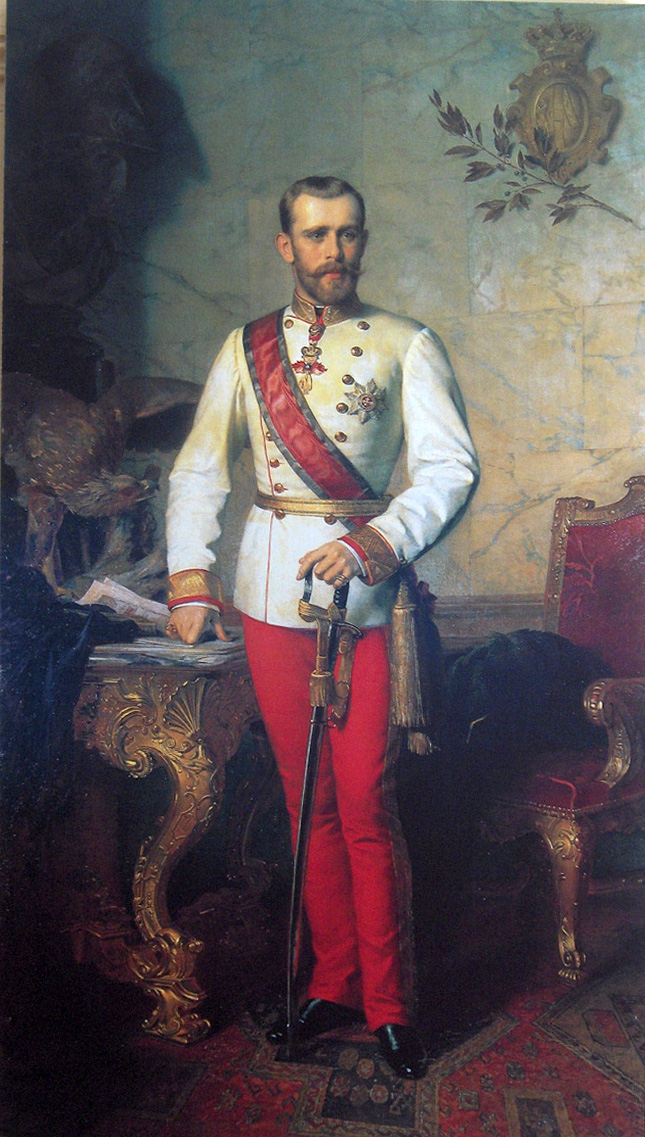
Retrat del Príncep Rodolf

El 1889, molts personatges de la cort, inclosos els pares i la dona de Rodolf, sabien que el príncep i Mary mantenien una relació. El seu casament amb Estefania no era especialment feliç, i només els havia nascut una filla, l'arxiduquessa Elisabet, coneguda com a Erzsi.
El 29 de gener de 1889, la parella imperial Francesc Josep i Elisabet van celebrar un sopar familiar abans de marxar cap a Buda, a Hongria el 31 de gener; Rodolf es va excusar dient que tenia una indisposició. Havia organitzat un dia de caça a Mayerling a primera hora del dia 30, però quan el seu criat Loschek va anar a despertar-lo, no va contestar. El comte Joseph Hoyos, el company de caça de l'arxiduc, s'hi va afegir, sense obtenir resposta. Van intentar forçar la porta, però no cedia. Finalment, Loschek va esbotzar-ne un panell amb una destral i va trobar l'habitació tancada i en penombra. Rodolf estava assegut (segons algunes versions, estirat) immòbil al costat del llit, inclinat cap endavant, i li sortia sang de la boca. Al davant seu, a la tauleta de nit hi havia un got i un mirall. Sense avaluar-ho minuciosament, i mig a les fosques, Loschek va suposar que el príncep havia begut verí amb el got, perquè sabia que l'estricnina provocava sagnats. Al llit hi havia el cos de Mary Vetsera, blanc, ben fred, i ja força rígid. La falsa impressió que hi havia hagut verí, i fins i tot que la baronessa havia emmetzinat el príncep i després s'havia suïcidat, va mantenir-se durant cert temps.
Hoyos no va investigar més, sinó que va sortir corrents cap a l'estació i va agafar un tren especial cap a Viena. Va anar corrents cap a l'assistent de l'Emperador, el comte Paar, i la va demanar que donés l'horrible notícia a l'Emperador. L'opressiva etiqueta que caracteritzava tots els moviments a Hofburg es va posar en marxa de manera implacable; Paar va argumentar que només l'Emperadriu podia donar una notícia tan catastròfica a l'Emperador. Van enviar a buscar el baró Nopcsa, auditor de la casa de l'Emperadriu, i ell va fer portar la comtessa Ida Ferenczy, la dama de companyia favorita de l'Emperadriu Elisabet, per determinar com se l'havia d'informar. L'Elisabet estava a classe de grec, i es va molestar per la interrupció. Amb els llavis blancs, Ferenczy va anunciar que el baró Nopcsa tenia notícies urgents. L'Elisabet va contestar que s'esperés i tornés més tard. La comtessa va insistir que l'havia de rebre immediatament, i finalment va haver d'afegir que hi havia notícies greus sobre el Príncep Hereu.
La comtessa va tornar a entrar a l'habitació i va trobar l'Elisabet desconsolada, plorant. En aquell moment, va aparèixer l'Emperador fora dels seus apartaments, i va haver d'esperar-s'hi amb Nopcsa, que amb prou feines es podia controlar. L'Emperadriu li va donar la notícia al seu marit en privat: va sortir de l'habitació destrossat.
Es va avisar el Ministre de la Policia i els serveis de seguretat nacional van bloquejar els accessos al pavelló de caça i tota la zona dels voltants. El cos de Mary Vetsera fou enterrat de seguida, sense investigació judicial i en secret; ni tan sols la seva mare va poder assistir a l'enterrament.

## Explicacions
En nom de l'Emperador, el primer ministre Eduard Taaffe va emetre un comunicat a migdia dient que Rodolf s'havia mort "per un ruptura d'un aneurisma del cor". La família i la cort imperials encara creien que l'havien enverinat, i sembla que fins i tot la mare de la Mary, la baronessa Helene Vetsera, s'ho va creure al principi. Fins a la tarda, quan la comissió mèdica de la cort encapçalada pel Dr. Widerhofer va arribar a Mayerling, no es va establir acuradament la causa de la mort, i no va ser fins a les sis del matí de l'endemà, quan Widerhofer va informar l'Emperador, que es va saber l'estat real de la situació. La gaseta oficial de Viena encara donava l'explicació oficial: "Sa Altesa Reial i Imperial, el Príncep Hereu i Arxiduc Rodolf, va morir ahir al seu pavelló de caça de Mayerling, a prop de Baden, per la ruptura d'un aneurisma del cor."
Els corresponsals estrangers van arribar a Mayerling i aviat es va saber que l'amant de Rodolf estava implicada en la seva mort. La primera versió oficial de l'atac de cor es va abandonar ràpidament. Es va anunciar que l'Arxiduc havia disparat primer contra la baronessa en un pacte de suïcidi, i havia segut al costat del seu cos durant algunes hores abans de suïcidar-se d'un tret. Se sabia que Rodolf i l'Emperador havien discutit violentament, amb Francesc Josep exigint al seu fill que acabés la relació amb una adolescent. Les seves morts eren el resultat tràgic de la decisió desesperada d'amants violentats, presa "mentre l'equilibri de la ment de l'Arxiduc estava torbat". La policia va tancar la investigació amb una pressa sorprenent, aparentment seguint els desitjos de l'Emperador.

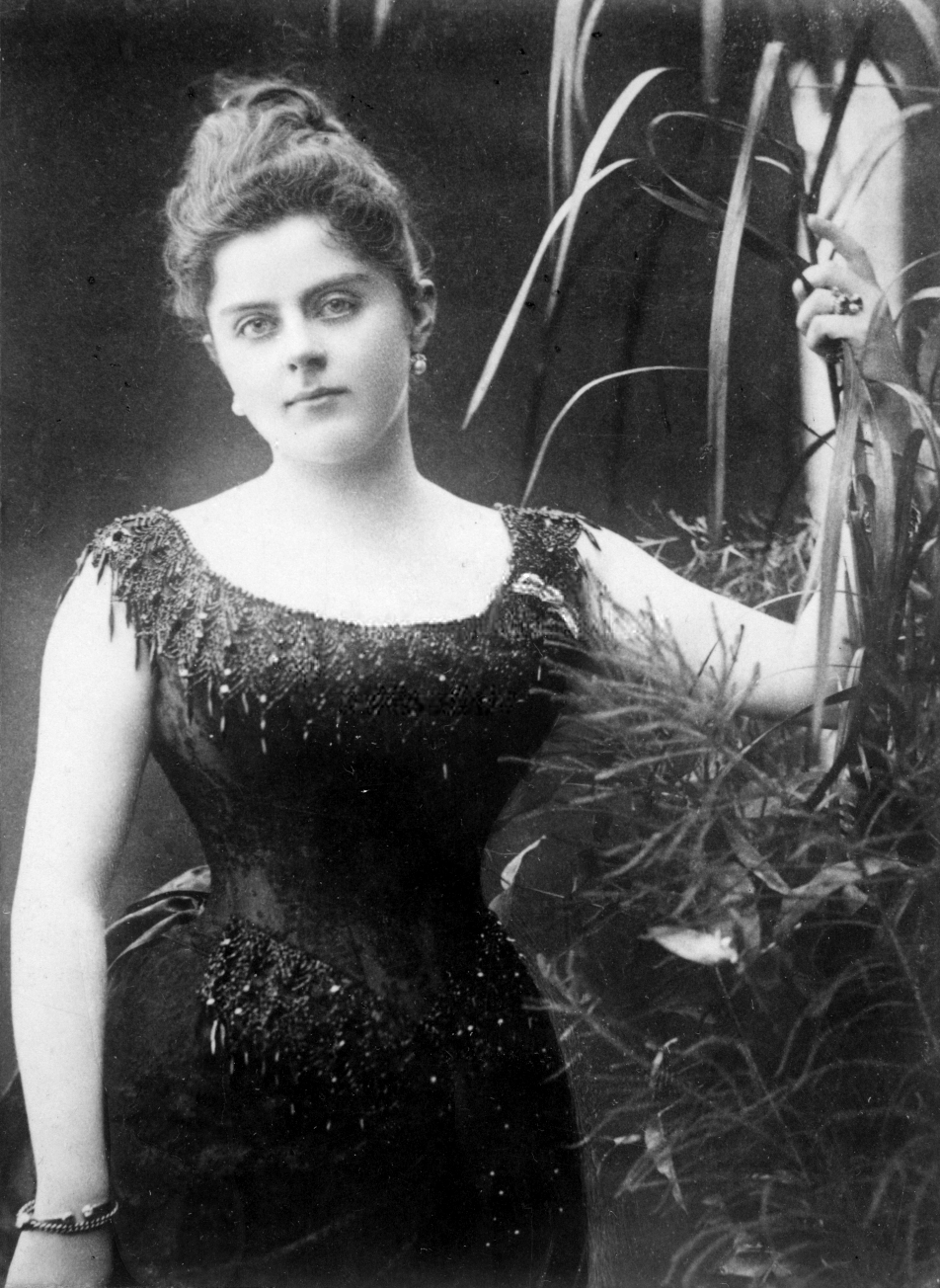
Retrat de la baronessa Mary Vetsera

Francesc Josep va fer tot el que va poder per obtenir la benedicció de l'Església perquè Rodolf fos enterrat a la Cripta Imperial de Kapuzinergruft, cosa que era impossible si el príncep hereu havia comès deliberadament un assassinat i suïcidi. El Vaticà va concedir una dispensa especial que declarava que Rodolf havia estat en un estat de "desequilibri mental", i ara jeu amb 137 Habsburgs més a l'Església dels Caputxins de Viena. El dossier sobre les investigacions i les accions relacionades no es va dipositar als arxius de l'estat, com hauria estat normal.
És possible que la història que Rodolf s'havia barallat amb l'Emperador per la seva relació amb la baronessa Vetsera hagués estat propagada per agents del canceller alemany, el príncep Otto von Bismarck, que no apreciava gaire les opinions políticament liberals de Rodolf. Molts familiars de Rodolf, que coneixien el canceller en persona, ho dubtaven.
L'Emperadriu Victòria d'Alemanya va observar:
| « | Ahir va venir el Príncep Bismarck. Va ser un mal tràngol per a mi de rebre'l després de tot el que ha tingut lloc i tot el que està passant. Va parlar molt de Rodolf, i va dir que hi havia hagut una escena amb l'Emperador [d'Àustria] segons havia explicat en Reuss. Potser Reuss [l'ambaixador alemany a Àustria] s'equivocava. Crec que és força probable. [9 d'abril de 1889] | » |

Després va escriure a la seva mare, la reina Victòria del Regne Unit: 
| « | ...He sentit coses diferents sobre el pobre Rodolf que potser t'interessaran. El Príncep Bismarck em va dir que les escenes violentes i els altercats entre l'Emperador i Rodolf havien estat la causa del seu suïcidi. Li vaig contestar que havia sentit molts dubtes sobre això, i em va contestar que Reuss ho havia escrit i que era així! M'enviaria el despatx si el volia llegir, però he declinat. No li vaig dir el que en pensava, que és que durant trenta anys he tingut l'experiència de quantes mentides els agents diplomàtics del Príncep Bismarck (amb algunes excepcions) li han escrit i, per tant, normalment no em crec res del que escriuen, si no és que els conec i sé que són honestos i de fiar. Szechenyi, l'ambaixador a Berlín, que coneixem molt bé, em diu que no hi havia hagut escenes amb l'Emperador, que va dir a Szechenyi: Dies ist der erste Kummer, den mein Sohn mir macht. [Aquesta és la primera vexació que m'ha causat el meu fill.] Et dono la notícia pel que sé. El General Loe va sentir de fonts austríaques que la catàstrofe no era premeditada per aquell dia! però que la jove s'havia autodestruït i, veient-ho, Rodolf va pensar que no li quedava res, i que s'havia matat amb un Förster Gewehr [marca de fusell de caça] que havia arrepenjat a terra i llavors havia premut el gallet. En Loe considera, com jo, que la mort del pobre Rodolf és una desgràcia terrible. El Canceller, crec, no la deplora, i no em va agradar! [20 d'abril de 1889] | » |

També s'ha al·legat que es va tractar d'un doble assassinat camuflat com a assassinat-suïcidi. En una sèrie d'entrevistes amb el tabloide Kronen Zeitung, l'Emperadriu Zita va explicar que creia que les morts del Príncep Hereu Rodolf i la seva amant no eren un doble suïcidi, sinó un assassinat executat per agent francesos a les ordres de Georges Clemenceau.

## Ramificacions polítiques
S'especula que la mort de Rodolf va arruïnar el matrimoni dels seus pares; certament, va canviar la successió imperial, i possiblement va contribuir en certa manera al final de l'antiga casa d'Habsburg el 1918. La desaparició del liberal Rodolf va facilitar les polítiques conservadores de Francesc Josep.
La mort misteriosa de l'Arxiduc Rodolf, Príncep Hereu d'Àustria i Hongria, va provocar immediatament una crisi dinàstica. Com que era el fill únic de Francesc Josep, el germà de l'Emperador, Carles Lluís, es va convertir en hereu de l'Imperi Austrohongarès, encara que havia circulat la notícia que havia renunciat als seus drets en favor del seu fill gran, l'Arxiduc Francesc Ferran. Carles Lluís va morir el 1896 i l'hereu va passar a ser Francesc Ferran.
Després de l'assassinat de Francesc Ferran el 1914, l'hereu va passar a ser el nebot de Francesc Ferran, net de Carles Lluís, Carles. Fou Carles qui va acabar succeint el seu besoncle com a Emperador Carles I el 1916.

## Exhumacions i proves forenses

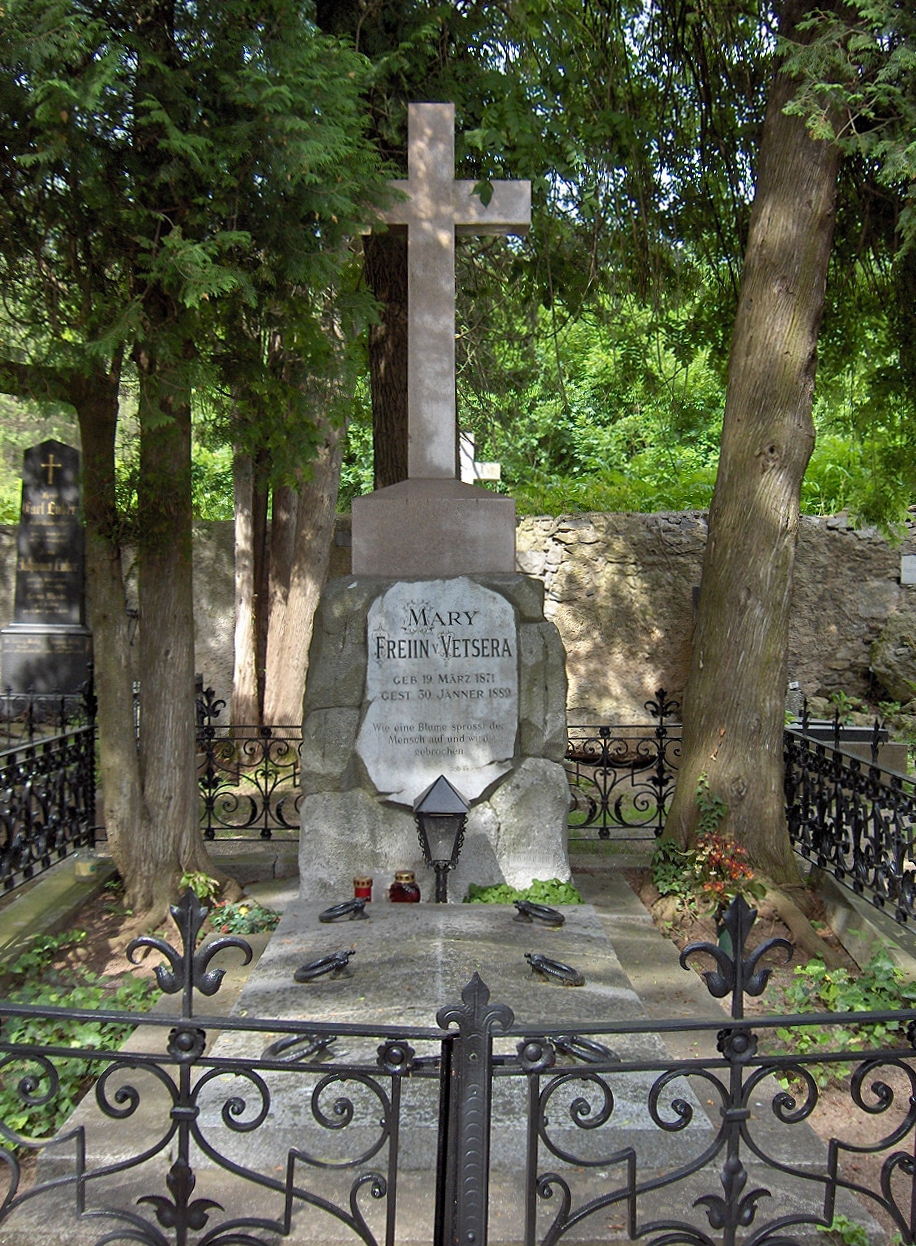
Tomba de Mary Vetsera a Heiligenkreuz

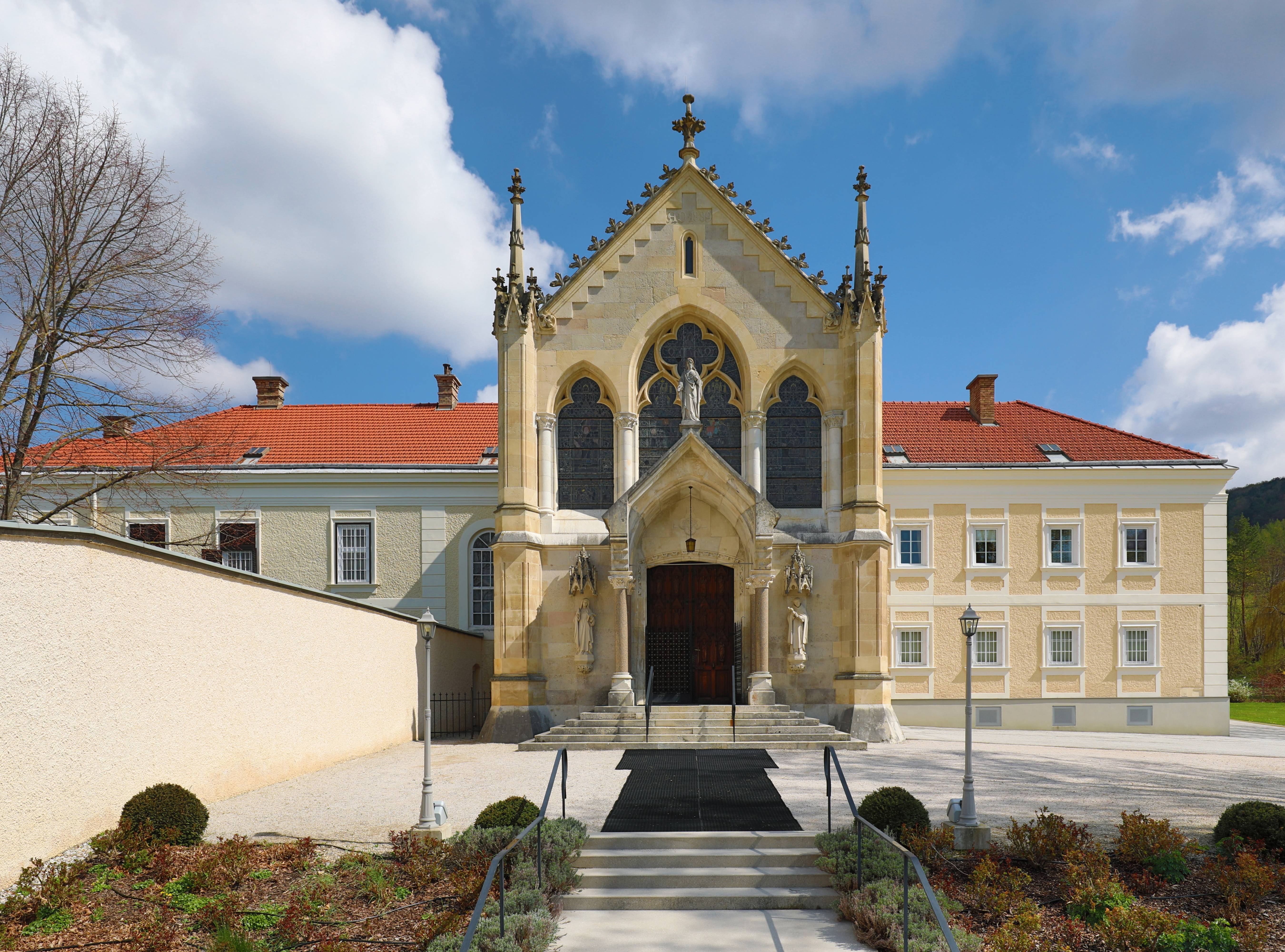
Església i monestir de les Carmelites Descalces a Mayerling

El cos de Mary Vetsera es va treure ràpidament de Mayerling i es va enterrar al cementiri de Heiligenkreuz.
La història oficial de l'assassinat-suïcidi no fou contestada fins poc després del final de la Segona Guerra Mundial. El 1946, les tropes soviètiques van arrencar la llosa de granit que tapava la tomba i van obrir el taüt de Vetsera al cementiri, potser per endur-se'n les joies. Això no es va descobrir fins al 1955, quan l'Exèrcit Roig es va retirar d'Àustria. El 1959, un jove metge destinat a la zona anomenat Gerd Holler, acompanyat per un membre de la família Vetsera i especialistes en embalsamaments, va inspeccionar les seves restes. El Dr. Holler va examinar la calavera i altres ossos buscant signes d'un forat de bala, però va afirmar que no n'havia trobat. Intrigat, Holler va dir que havia fet una petició al Vaticà per inspeccionar els seus arxius de 1889 sobre l'afer, quan la investigació del nunci papal havia conclòs que només s'havia disparat una bala. A falta d'evidència forense d'una segona bala, Holler va avançar la teoria que Vetsera havia mort accidentalment, probablement a causa d'un avortament, i que Rodolf s'havia suïcidat per això. Holler va ser el testimoni del segon soterrament del cos en un taüt nou el 1959.
El 1991, es van tornar a profanar les restes de Vetsera, aquest cop per Helmut Flatzelsteiner, un comerciant de mobles de Linz que estava obsessionat amb l'afer. Al principi es va informar que els ossos havien quedat escampats pel cementiri perquè les autoritats els recuperessin, però de fet Flatzelsteiner els havia desenterrat de nit per fer-hi un examen forense a càrrec seu, que al final es va realitzar el febrer de 1993. Flatzelsteiner va dir als forenses que les restes eren d'un parent seu mort feina uns cent anys, que possiblement havia rebut un tret al cap o una punyalada. Un dels experts pensava que era possible, però com que la calavera estava pràcticament desintegrada, i a més era incompleta, no es va poder confirmar. Llavors, Flatzelsteiner va acudir a un periodista del Kronen Zeitung per vendre-li la notícia i l'esquelet de Vetsera. Es va confirmar que eren efectivament les restes de Vetsera amb un examen forense. El cos es va tornar a enterrar a la tomba original l'octubre de 1993 i després d'un judici, Flatzelsteiner va pagar a l'abadia uns 2000 euros per danys i perjudicis.

## Proves recents
El 31 de juliol de 2015 la Biblioteca Nacional Austríaca va publicar còpies de les cartes de comiat de Vetsera a la seva mare i altres membres de la seva família. Aquestes cartes, que es creien perdudes o destruïdes, es van trobar en una caixa forta d'un banc austríac, on havien estat dipositades l'any 1926. Les cartes, escrites a Mayerling poc abans de les morts, confirmen clarament i sense ambigüitats que Vetsera s'estava preparant per suïcidar-se juntament amb Rodolf, "per amor". Es van posar a disposició dels estudiosos i se'n van exhibir una part al públic en una exposició a la Biblioteca Nacional el 2016.

## En la cultura
L'afer de Mayerling s'ha dramatitzat en:
- La pel·lícula de 1924 film Tragödie im Hause Habsburg dirigida per Alexander Korda
- La pel·lícula Mayerling (1936), dirigida per Anatole Litvak protagonitzada per Danielle Darrieux com a Mary i Charles Boyer com a Rodolf
- La pel·lícula De Mayerling a Sarajevo (1940), dirigida per Max Ophüls
- L'opereta Marinka (1945), llibret de George Marion, Jr., i Karl Farkas, lletra de George Marion, Jr., música d'Emmerich Kalman
- La pel·lícula Le Secret de Mayerling (1949), dirigida per Jean Delannoy
- Mayerling, una producció americana per a la televisió de 1957, que a Europa es va veure en cinemes, dirigida per Anatole Litvak i protagonitzada per Audrey Hepburn en el paper de Mary i Mel Ferrer com a Rodolf
- La pel·lícula Mayerling (1968), dirigida per Terence Young, protagonitzada per Omar Sharif, Catherine Deneuve, James Mason, i Ava Gardner.
- La sèrie de televisió britànica Fall of Eagles (1974), a l'episode Requiem For A Crown Prince
- La pel·lícula Vizi privati, pubbliche virtù (1976), dirigida per Miklós Jancsó.
- El ballet de Kenneth MacMillan de 1978 Mayerling
- El musical Elisabeth (1992), amb llibret i lletra de Michael Kunze i música de Sylvester Levay; l'incident està narrat en una seqüència de ball molt estilitzada.
- El manga japonès Angel's Coffin (Ave Maria/Tenshi no Hitsugi) (2000), de You Higuri.[18]
- L'òpera Mayerling * Requiem einer Liebe (2006) de Siegfried Carl (lletra) i Ricardo Urbetsch (compositor)[19]
- El musical Rudolf de Frank Wildhorn, Jack Murphy, Phoebe Hwang i Nan Knighton que es va estrenar el 2006.
- El musical japonès Utakata no Koi.
- Kronprinz Rudolf, una pel·lícula austríaca de 2006 per a televisió dirigida per Robert Dornhelm, protagonitzada per Max von Thun i Vittoria Puccini, amb un cameo d'Omar Sharif.
- La pel·lícula de 2006 The Illusionist, dirigida per Neil Burger, protagonitzada per Edward Norton amb Rufus Sewell com a Príncep Leopold, proposa una ficció sobre les circumstàncies de la mort del Príncep Hereu.
- A la pel·lícula de 2011 film Sherlock Holmes: A Game of Shadows, l'incident de Mayerling apareix al diagrama en xarxa que fa Sherlock Holmes sobre les morts sospitoses relacionades amb el Professor Moriarty, implicant que Moriarty podria haver preparat les dues morts com a part del seu pla per provocar una guerra i aprofitar-se'n.

## Llibres sobre l'incident
- Barkeley, Richard. The Road to Mayerling: Life and Death of Crown Prince Rudolph of Austria. London: Macmillan, 1958.
- Franzel, Emil. Crown Prince Rudolph and the Mayerling Tragedy: Fact and Fiction. Vienna : V. Herold, 1974.
- Graves, Armgaard Karl. The Secrets of the Hohenzollerns. Toronto: McClelland, Goodchild & Stewart, Ltd., 1915.
- Judtmann, Fritz. Mayerling: The Facts Behind the Legend. London: Harrap, 1971.
- Lonyay, Károly. Rudolph: The Tragedy of Mayerling. New York: Scribner, 1949.
- Markus, Georg. Crime at Mayerling: The Life and Death of Mary Vetsera: with New Expert Opinions Following the Desecration of Her Grave. Riverside, Calif.: Ariadne, 1995.
- Victor Wolfson. The Mayerling Murder. Englewood Cliffs, N.J.: Prentice-Hall, 1969.